# Padkóc
Padkóc (1886-ig Podkonicz, szlovákul: Podkonice) község Szlovákiában, a Besztercebányai kerületben, a Besztercebányai járásban.

## Fekvése
Besztercebányától 15 km-re északkeletre fekszik.

## Története
A falu közelében már a római korban, az 1-4. század közötti időben település állt, melynek maradványait 1934-ben tárták fel. A feltárás során 2. századi pénzérméket is találtak, melyek közül a legrégibb Traianus császár 114 és 117 között kibocsátott ezüstdénárja.
Padkóc települést Károly Róbert 1340-ben kiadott oklevelében „possessio Connyce” néven említik először, azonban valószínűleg már sokkal korábban is létezett. Zólyomlipcse várának tartozéka volt, lakói királyi szolgálónépek voltak. 1356-tól az írott források már „Podkonic” néven említik, ugyanis lakói eddig ismeretlen okból átköltöztek arra a helyre, ahol a település ma is áll. Temploma a 14. század második felében épült gótikus stílusban. Az egyhajós templomot sokszögű szentély zárta, körülötte temető volt. A templomot csak 1657-ben, a canonica vizitáció során említik először. A falu lakói mezőgazdasággal, állattartással, a 18. századtól csipkeveréssel foglalkoztak. Plébániáját 1787-ben alapították, addig Zólyomlipcse filiája volt.
A 18. század végén Vályi András így ír róla: „PODKONICZ. Tót falu Zólyom Vármegyében, földes Ura a’ Liptsei Bányászi Kamara, földgye közép termékenységű, fája van, piatzozása Zólyomban, egy mértföldnyire; legelője szoros, és a’ záporok alkalmatlaníttyák, második osztálybéli.”
Histora domusát 1803-óta vezetik. Lakosai közül sokan dolgoztak a mosódi fűrésztelepen és a póniki vasgyárban, ezenkívül napszámos munkákkal, favágással és fuvarozással is foglalkoztak. 1828-ban 123 házában 979 lakos élt.
Fényes Elek 1851-ben kiadott geográfiai szótárában így ír a faluról: „Podkonicz, tót falu, Zólyom vmegyében, Lipcsétől északra 1 órányira: 972 kath., 7 evang. lak. Kath. paroch. templom. Sovány föld. Nagy erdő. F. u. a kamara. Ut. p. Beszterczebánya.”
A trianoni diktátumig területe Zólyom vármegye Besztercebányai járásához tartozott.
Környékén 1944-45-ben élénk partizán tevékenység folyt.

## Népessége
| Év:            | 1994. | 2004.   | 2014.   | 2024.   |
| -------------- | ----- | ------- | ------- | ------- |
| Emberek száma: | 875   | 873     | 883     | 903     |
| Eltérés:       |       | -0,22 % | +1,14 % | +2,26 % |

| Év:            | 2023. | 2024.   |
| -------------- | ----- | ------- |
| Emberek száma: | 913   | 903     |
| Eltérés:       |       | -1,09 % |

1910-ben 943, túlnyomórészt szlovák lakosa volt.
2001-ben 878 lakosából 864 szlovák volt.
2011-ben 862 lakosából 829 szlovák.

## Nevezetességei
- Római katolikus temploma a 14. század második felében épült, eredetileg gótikus stílusú volt. 1813 és 1819 között bővítették és átépítették, ennek során új északi hajót és a nyugati oldalon új tornyot építettek hozzá. 1894-ben új kórus épült, ekkor kapta orgonáját is. Utoljára 1983-ban újították meg.
- A falunak saját színjátszócsoportja van, néptánccsoportja 1999-ben alakult.

## Híres emberek
- A településen 1912-ben Bartók Béla is járt fonográfjával népzenét gyűjteni.

## Külső hivatkozások
- Községinfó
- Padkóc Szlovákia térképén
- E-obce.sk Archiválva 2008. január 12-i dátummal a Wayback Machine-ben